# Zagorci (Észak-Macedónia)
Zagorci (macedónul: Загорци) település Észak-Macedóniában, a Délkeleti körzetben, a Koncsei járásban.

## Népesség
| Lakosok száma | 222  | 246  | 158  | 64   | 14   | 12   | 10   | 1    |
|               | 1948 | 1953 | 1971 | 1981 | 1991 | 1994 | 2002 | 2021 |

- 2002-ben 10 lakosa volt, akik mindannyian macedónok.